# Ipsiura ellampoides
Ipsiura ellampoides (лат.) — вид ос-блестянок рода Ipsiura (Chrysidini) из отряда перепончатокрылые насекомые. Неотропика (Бразилия, Венесуэла, Парагвай, Суринам).

## Описание
Мелкие осы-блестянки (длина тела от 6,6 до 9,6 мм), ярко-окрашенные, зеленовато-синие, металлически блестящие. Третий тергит брюшка (T3) с 4 притуплёнными дистальными зубчиками. Сходен с видом Ipsiura marginalis, который крупнее (более 10 мм).
Имеют острый и прямой гребневидный сублатеральный киль на пронотуме и базальную ямку на задних бёдрах. Мезоплеврон не разделён горизонтальной бороздкой. Хозяин неизвестен, но предположительно, как и другие виды рода паразитоиды различных ос (Eumenidae и Sphecidae), в гнезда которых откладывают свои яйца, как кукушки. Вышедшая из яйца личинка блестянки затем поедает личинку хозяина гнезда.

## Систематика
Таксон был впервые выделен в 1902 году в составе рода Chrysis под первоначальным названием Chrysis ellampoides Ducke, 1902. Иногда трактовался в составе рода Neochrysis, а с 1985 года в составе рода Ipsiura.